# Deštná (district de Blansko)
Pour les articles homonymes, voir Deštná.
Deštná (en allemand : Deschna) est une commune du district de Blansko, dans la région de Moravie-du-Sud, en République tchèque. Sa population s'élevait à 229 habitants en 2020.

## Géographie
Deštná se trouve à 18 km au sud-sud-ouest de Moravská Třebová, à 29 km au nord-nord-ouest de Blansko, à 47 km au nord de Brno et à 162 km à l'est-sud-est de Prague.
La commune est limitée par Želivsko au nord, par Horní Smržov à l'est, par Letovice au sud et par Brněnec à l'ouest.

## Histoire
La première mention écrite de la localité date de 1317.

## Administration
La commune est divisée en deux quartiers :
- Deštná
- Rumberk